# Marija Kosturkova
Marija Ivanova Kosturkova (in bulgaro Мария Иванова Костуркова?; Sofia, 10 aprile 1997) è una cestista bulgara con cittadinanza portoghese.

## Carriera
Con il Portogallo ha disputato le Universiadi di Napoli 2019.